# Uroctea indica
Uroctea indica är en spindelart som beskrevs av Pocock 1900. Uroctea indica ingår i släktet Uroctea och familjen Oecobiidae. Inga underarter finns listade i Catalogue of Life.